# مارغو لاناغان
مارغو لاناغان (بالإنجليزية: Margo Lanagan)‏ (و. 1960  م) هي كاتِبة، وروائية، ومؤلفة، وكاتبة للأطفال أسترالية.

## التعليم
تعلمت في جامعة سيدني.

## جوائز وترشيحات
حصلت على جوائز منها:
جوائز
- جائزة عالم الخيال لأفضل مجموعة [الإنجليزية]‏ (2005)
- World Fantasy Award—Short Fiction [الإنجليزية]‏ (2005)
- Aurealis Award for Best Fantasy Novel [الإنجليزية]‏ (2012)
- جائزة عالم الخيال لأفضل رواية [الإنجليزية]‏ (2009)

ترشيحات
- جائزة برينتز (2006)
- جائزة برينتز (2009)
- جائزة هوغو لأفضل قصة قصيرة (2006)
- جائزة لوكس لأفضل قصة قصيرة [الإنجليزية]‏ (2005)
- جائزة لوكس لأفضل قصة قصيرة [الإنجليزية]‏ (2007)
- جائزة نابيولا لأفضل قصة قصيرة [الإنجليزية]‏ (2005)

ترشحت لـ:
- جائزة عالم الخيال لأفضل رواية [الإنجليزية]‏ (2009)
- جائزة برينتز (2009)
- جائزة لوكس لأفضل قصة قصيرة  [لغات أخرى]‏، عن عمل: A Fine Magic [الإنجليزية]‏ (2007)
- جائزة لوكس لأفضل قصة قصيرة  [لغات أخرى]‏ (2007)
- جائزة برينتز (2006)
- جائزة هوغو لأفضل قصة قصيرة (2006)
- جائزة نابيولا لأفضل قصة قصيرة  [لغات أخرى]‏ (2005)
- World Fantasy Award—Short Fiction [الإنجليزية]‏ (2005)
- جائزة لوكس لأفضل قصة قصيرة  [لغات أخرى]‏ (2005).

## روابط خارجية
- مارغو لاناغان على موقع ميوزك برينز (الإنجليزية)